# Lothar Zumbach von Koesfeld
Lothar Zumbach von Koesfeld (häufig auch Lotharius; * 27. August 1661 in Trier; † 29. Juli 1727 in Kassel) war ein deutscher Mathematiker, Astronom und Musiker.

## Leben
Zumbach von Koesfeld war Sohn eines hohen Militärs. Er besuchte das Jesuitengymnasium Trier, ging 1674 an das Jesuitenkolleg von Luxemburg, kehrte 1678 wieder nach Trier zurück, um seine philosophischen Studien abzuschließen. Anschließend ging er nach Köln, wo er weiter unter den Jesuiten studierte, bevor er sich an der Universität Köln immatrikulierte. Dort widmete er sich hauptsächlich dem Studium der Medizin, aber auch dem Studium der Mathematik und der Musik. Seine musischen Fähigkeiten weckten die Aufmerksamkeit des Kurfürsten und Erzbischofs von Köln Maximilian Heinrich. Dieser ernannte ihn 1685 zum kurfürstlichen Musiker und Mathematiker. In dieser Position wirkte er bis 1688.
Zumbach von Koesfeld übersiedelte 1688 nach Leiden. Dort setzte er seine medizinischen Studien an der Universität Leiden fort und wurde 1692 zum Dr. med. promoviert. In Leiden hielt er außerdem medizinische und astronomische Vorlesungen. 1708 folgte er einem Ruf des Landgrafen Karl von Hessen-Kassel als ordentlicher Professor der Mathematik an das Collegium Carolinum nach Kassel, wobei er auch über das dortige Observatorium verfügen konnte. Daneben wurde ihm die Aufsicht über die Fürstliche Kunstkammer übertragen.
Die Preußische Akademie der Wissenschaften nahm ihn am 12. September 1714 als Mitglied auf.

## Werke (Auswahl)
- Florae Lugduno-Batavae flores, Leiden 1690.
- De sudore et sudoriferio, Leiden 1690.
- Praxis astornomiae utriusque ut et Geographiae exertica per usum globi coelestis et terrestris, Amsterdam 1700.
- Vindiciae Mathematum, Kassel 1719.
- Gründlicher und umständlicher Bericht von dem Ursprung, Beschaffenheit und Ursache der Streitigkeiten über die wahre Zeit des Oster-Festes. Kassel 1723.
- Instrumentum novum seu horologium autobarum ad longitudines inveniendas inventum, Leiden 1749.